# La Terre de nos ancêtres
Pour plus de détails, voir Fiche technique et Distribution.
La Terre de nos ancêtres (Maa on syntinen laulu) est un film finlandais réalisé par Rauni Mollberg, sorti en 1973.

## Synopsis
Une jeune femme tombe amoureuse d'un homme à femmes, éleveur de rennes.

## Fiche technique
- Titre : La Terre de nos ancêtres
- Titre original : Maa on syntinen laulu
- Réalisation : Rauni Mollberg
- Scénario : Pirjo Honkasalo, Rauni Mollberg et Panu Rajala d'après le roman du même nom de Timo K. Mukka
- Musique : Hannu Sinnemäki
- Photographie : Kari Sohlberg
- Montage : Marjatta Leporinne
- Production : Rauni Mollberg
- Société de production : RM-Tuotanto
- Pays :  Finlande
- Genre : Drame
- Durée : 108 minutes
- Dates de sortie : 
  -  Finlande : 2 novembre 1973
  -  France : 15 mars 1978

## Distribution
- Maritta Viitamäki : Martta Mäkelä
- Pauli Jauhojärvi : Juhani Mäkelä
- Aimo Saukko : Mäkelän Äijä
- Milja Hiltunen : Alli Mäkelä
- Sirkka Saarnio : Elina Pouta
- Niiles-Jouni Aikio : Oula
- Veikko Kotavuopio : Kurki-Pertti
- Jouko Hiltunen : Hannes
- Osmo Hettula : Saarnaaja
- Maija-Liisa Ahlgren : Aino Liinukorpi
- Kauko Jauhojärvi : Antti Lanto
- Irja Uusisalmi : Anna Kurkela
- Impi Köngäs : Liisa Alatalo

## Distinctions
Le film a été présenté en sélection officielle en compétition lors de la Berlinale 1974.